# NKOTBSB
NKOTBSB är ett samlingsalbum av popgrupperna New Kids on the Block (NKOTB) och Backstreet Boys (BSB) som släpptes 24 maj 2011. Skivan består av 5 hitlåtar från varje grupp samt två gemensamma låtar All in My Head och Don't Turn Out the Lights, samt en megamix. Albumet sålde i 40 000 exemplar första veckan. Albumet sammanfaller med en gemensam turné, NKOTBSB tour, som tog sin början 25 maj 2011 på Allstate Arena i Rosemont, Illinois.

## Låtlista
| 1.  | Step By Step                       | Maurice Starr                              | 4:25 |
| 2.  | I Want It That Way                 | Andreas Carlsson, Max Martin               | 3:29 |
| 3.  | You Got It (The Right Stuff)       | Starr                                      | 4:08 |
| 4.  | Everybody (Backstreet's Back)      | Martin, Denniz Pop                         | 4:44 |
| 5.  | Please Don't Go Girl               | Starr                                      | 4:07 |
| 6.  | As Long as You Love Me             | Martin                                     | 3:29 |
| 7.  | Hangin' Tough                      | Starr                                      | 3:45 |
| 8.  | Larger than Life                   | Brian Littrell, Kristian Lundin, Martin    | 3:50 |
| 9.  | I'll Be Loving You (Forever)       | Starr                                      | 4:19 |
| 10. | Quit Playing Games (With My Heart) | Herbie Crichlow, Martin                    | 3:51 |
| 11. | All In My Head                     | Nadir Khayat, Teddy Sky, Gustav Efraimsson | 3:51 |
| 12. | Don't Turn Out the Lights          | Jess Cates, Claude Kelly                   | 3:29 |
| 13. | NKOTBSB Mashup                     |                                            | 6:35 |

| 14. | Don't Turn Out the Lights Recording Session |  |
| 15. | NKOTBSB Tour Rehearsal                      |  |
| 16. | NKOTBSB Photo Shoot                         |  |

### Fotnoter
1. ↑  Jones, Anthony (15 mars 2011). ”NKOTBSB to release compilation album of hits, new recordings”. All Headline News. http://www.allheadlinenews.com/briefs/articles/90040133?NKOTBSB%20to%20release%20compilation%20album%20of%20hits%2C%20new%20recordings. Läst 16 april 2011.[död länk]
2. ↑  Katz, Amber (4 april 2011). ”New Song: NKOTBSB, 'Don't Turn Off The Lights Now'”. MTV Buzzworthy Blog. MTV Networks. Arkiverad från originalet den 9 april 2011. https://web.archive.org/web/20110409210936/http://buzzworthy.mtv.com/2011/04/04/nkotbsb-dont-turn-off-the-lights-now. Läst 16 april 2011.
3. ↑  Grossberg, Josh (14 mars 2011). ”NKOTB + BSB=Lots of Letters and New Supergroup Single”. E!: Entertainment Television. NBCUniversal Media, LLC. Arkiverad från originalet den 25 maj 2012. https://archive.is/20120525160931/http://uk.eonline.com/news/nkotb_bsb_lots_of_letters_new/230893. Läst 16 april 2011.
4. ↑  PR Newswire (11 april 2011). ”The Fans Have Spoken! NKOTBSB Track Listing Revealed!”. Pressmeddelande.  Läst 16 april 2011.
5. ↑  Semigran, Aly (31 mars 2011). ”NKOTBSB Release 'Don't Turn Out The Lights' Single”. MTV News. MTV Networks. Arkiverad från originalet den 7 november 2012. https://web.archive.org/web/20121107015951/http://www.mtv.com/news/articles/1661047/nkotbsb-release-dont-turn-out-lights-single.jhtml. Läst 16 april 2011.